# Erebia mnemon
Erebia mnemon är en fjärilsart som beskrevs av Adrian Hardy Haworth 1812. Erebia mnemon ingår i släktet Erebia och familjen praktfjärilar. Inga underarter finns listade i Catalogue of Life.